# Pepsinites
Genre
Pepsinites est un genre fossile d'insectes d'hyménoptères de la famille des Pompilidae (guêpes chasseuses d'araignées), de la sous-famille des Pepsinae et de la tribu des Pepsini.

## Systématique
Le genre Pepsinites a été créé en 2017 par l'entomologiste colombienne Juanita Rodriguez (d) et l'entomologiste brésilienne Cecília Waichert (d).

## Liste d'espèces
Selon Paleobiology Database (10 août 2022) :
- †Pepsinites avitula Cockerell, 1941 (ou Chirodamus avitula ou Pepsis avitula)
- †Pepsinites cockerellae Rohwer, 1909 (ou Agenia cockerellae)
- †Pepsinites contentus Theobald, 1937 (ou Cryptochilus contentus)
- †Pepsinites florissantensis Cockerell, 1906 (ou Cryptocheilus florissantensis, Hemipogonius florissantensis, Salius florissantensis)
- †Pepsinites laminarum Rohwer, 1909 (ou Cryptocheilus laminarum ou Salius laminarum)
- †Pepsinites scelerosus Meunier, 1917 (ou Pompilus scelerosus)

### Ouvrage
- [Nicolas Théobald 1937] Nicolas Théobald, Thèse : Les insectes fossiles des terrains oligocènes de France, Thèses Université de Nancy, coll. « Bulletin mensuel de la Société des Sciences de Nancy et Mémoires de la Société des Sciences de Nancy », 1937, 473 pp., 17 fig., 7 cartes, 13 tables, 29 planches hors-texte (OCLC 786027547).

### Publication originale
- (en) J. Rodriguez et C. Waichert, « The geological record and phylogeny of spider wasps (Hymenoptera: Pompilidae): A revision of fossil species and their phylogenetic placement ». PLoS One, 2017, vol. 12, n. 10, p. e0185379 {{{1}}}